# Minimalistisches Programm
Minimalistisches Programm ist ein Begriff aus der Linguistik.
Zurückgehend auf den Titel eines Artikels von Noam Chomsky (Chomsky 1992, A Minimalist Program for Linguistic Theory) bezeichnet der Begriff eine Weiterentwicklung der gemeinhin als Generative Grammatik bekannten Syntaxtheorie. Dabei stellt das Minimalistische Programm (im Folgenden: MP) eine radikale Abkehr von einer Reihe vormals zentraler Annahmen dar – insbesondere ist hier der vollständige Verzicht auf eine Differenzierung zwischen syntaktischer Tiefenstruktur (eine abstraktere zugrunde liegende syntaktische Struktur) und der syntaktischen Oberflächenstruktur (die durch syntaktische Umformungen aus der Tiefenstruktur abgeleitet wird) zu nennen. Außerdem werden syntaktische Bewegungsphänomene nicht mehr über Rektion und Bindung (Government and Binding), sondern über eine Reihe von Ökonomieprinzipien erklärt. Insgesamt zielt das MP darauf ab, die strukturellen Eigenschaften sprachlicher Systeme als das direkte Resultat komplexer Interaktionen der Verarbeitungsmechanismen anderer kognitiver Systeme zu erklären.
Das Minimalistische Programm beschreibt, wie die früheren Versionen der Generativen Grammatik Noam Chomskys, eine Konstituentengrammatik, insofern als es auf dem Prinzip der Konstituenz, d. h. der hierarchischen und rekursiven Struktur von Satzteilen und Sätzen, aufbaut.

## Grundlagen
Um die vom Minimalistischen Programm beschriebenen Vorgänge zu verstehen, empfiehlt sich zunächst ein Blick auf die ihm zu Grunde liegende Vorstellung mentaler Prozesse.

Schema des minimalistischen Programms

Bevor es zu einer sprachlichen Äußerung kommen kann, laufen zuvor eine Reihe unbewusster mentaler Prozesse ab. Diese Prozesse bauen aus dem sprachlichen Wissen des Individuums Stück für Stück die jeweils vom Sprecher gewünschte sprachliche Äußerung zusammen. Die Gesamtheit jener Prozesse wird Derivation genannt.
Der erste Schritt bei der Entstehung einer sprachlichen Äußerung, genannt „Numeration“, entnimmt dem mentalen Lexikon eine ungeordnete Menge derjenigen Lexeme, aus denen der Satz konstruiert werden soll (also z. B. „Hans“, „kaufen“, „Auto“, „ein“ für den Satz „Hans kauft ein Auto“). Die ausgewählten Lexeme werden nun im syntaktischen Generator geordnet. Dazu wählt die mentale Operation „Select“ jeweils zwei Elemente aus und verknüpft sie mittels der Operation „Merge“ zu einem Objekt höherer Ordnung (z. B. einer Phrase). Die Operation „Move“ erlaubt unter bestimmten Bedingungen, bereits integrierte Elemente zu verschieben, also ihre Position innerhalb der entstehenden sprachlichen Struktur zu verändern. „Select“ und „Merge“ laufen so lange ab, bis aus allen zuvor aus dem Lexikon gewählten, ungeordneten Elementen eine kohärente sprachliche Form {\displaystyle \Sigma } entstanden ist. „Merge“ erzeugt dabei nur solche Objekte, die eine im weitesten Sinne X'-konforme (siehe X-Bar-Theorie) Struktur haben (in neueren Arbeiten zum MP wird diese Annahme allerdings meist nicht mehr gemacht; siehe Bare Phrase Structure).
Die bisher geschilderten Vorgänge waren allein mentaler Natur: in der Realität hat der Sprecher noch keine Äußerung von sich gegeben. Nun aber wird die erzeugte Lexemfolge tatsächlich sprachlich geäußert: durch die Operation „Spell-Out“ wird {\displaystyle \Sigma } ausgesprochen. Sprachtheoretisch teilt sich {\displaystyle \Sigma } dabei in zwei Komponenten auf: eine semantische („logische Form“ (LF)), die die Bedeutung der sprachlichen Äußerung enthält, sowie eine phonologische („phonetische Form“ (PF)), die den physikalisch messbaren Aspekten der Äußerung (dem hörbaren akustischen Output) entspricht.
Nach der Operation „Spell-Out“ gelangt die sprachliche Äußerung folglich auf zwei Wegen in die für die Sprachverarbeitung zuständige mentale Einheit („FoL“ - Faculty of Language): die phonologische Komponente PF über die „Artikulatorisch-Phonetische Schnittstelle“ (A-P) und die semantische Komponente LF über die „Konzeptuell-Intentionale Schnittstelle“ (C-I).
Eine eingehende sprachliche Äußerung wird mental also auf zwei Ebenen verarbeitet, zum einen als auditiv wahrgenommenes physikalisches Signal und zum anderen als bedeutungsvolles mentales Konstrukt.
Beispiel:
```
Numeration: „Hans“, „kaufen“, „Auto“, „ein“, INFL
 Derivation:
 * Select - „Auto“, „ein“
 * Merge  - „Auto“, „ein“ -> DP[ein Auto]
 * Select - „kauft“, DP[ein Auto]
 * Merge  - „kauft“, DP[ein Auto] -> V'[kauft DP[ein Auto]]
 * Select - „Hans“, V'[kauft DP[ein Auto]]
 * Merge  - „Hans“, V'[kauft DP[ein Auto]] -> VP[Hans V'[kauft DP[ein Auto]]]
 * Select - INFL, VP[Hans V'[kauft DP[ein Auto]]]
 * Merge  - INFL, VP[Hans V'[kauft DP[ein Auto]]] -> I'[INFL[VP[Hans V'[kauft DP[ein Auto]]]]]
 * Move   - Hans -> IP[Hans I'[INFL[VP[t V'[kauft DP[ein Auto]]]]]]
```

## Merkmale
Jedes Lexem wird im MP prinzipiell als eine Menge von unterschiedlichen Merkmalen aufgefasst. Dabei wird zunächst zwischen semantischen, phonologischen und grammatischen Merkmalen unterschieden. Merkmale können interpretierbar oder nicht-interpretierbar sowie stark oder schwach sein.
- Semantische Merkmale (z. B. Belebtheit, engl. animacy) sind immer interpretierbar.
- Phonologische Merkmale (im Wesentlichen die Lautfolge, mittels derer das Lexem akustisch realisiert wird) sind niemals interpretierbar.
- Grammatische Merkmale sind teilweise interpretierbar (z. B. Tempus) und teilweise nicht-interpretierbar (z. B. Kasus).

Nicht-interpretierbare schwache Merkmale müssen aus der Derivation getilgt werden, bevor diese an das Intentional-Konzeptuelle System übergeben wird, nicht-interpretierbare starke Merkmale sogar noch vor Spell-Out (also vor der Übergabe an das Artikulatorisch-Phonetische System). Derivationen, die nur interpretierbare Merkmale enthalten, konvergieren, Derivationen, die nicht-interpretierbare Merkmale enthalten, kollabieren. Grammatische Merkmale können nur im Rahmen von Merkmalsüberprüfung gelöscht werden, phonologische Merkmale werden im Rahmen von Spell-Out aus der Derivation entfernt.

## Merkmalsüberprüfung
Nicht-interpretierbare grammatische Merkmale wie z. B. Kasus müssen im MP spätestens bei Erreichen der Ebene der logischen Form (wenn es sich um schwache Merkmale handelt), teilweise auch bereits vor Spell-Out (wenn es sich um starke Merkmale handelt) aus der Derivation getilgt werden. Das ist nur in bestimmten strukturellen Konfigurationen (Checking Configurations) möglich – im Allgemeinen geht man davon aus, dass hierfür nur sogenannte Spezifizierer-Kopf-Relationen in Frage kommen:
Beispiel:
```
  XP
 /  \
ZP  X'
   / \
  X  YP
```

In obigem Beispiel besteht eine solche Relation zwischen X (dem Kopf der Phrase) und ZP (dem Spezifikator). Tragen der Kopf und sein Spezifikator ein identisches nicht-interpretierbares Merkmal, so wird es aus der Derivation getilgt. Ganz konkret:
Beispiel:
```
                   vP
                 /    \
                /      \
               /        \
              /          \
             /            \
            /              v'
           /             /   \
          /             /     \
         /             /       \
        /             /         \
       /             /          VP
      /             /          /  \
     /             /          /    \
    /             /          /      \
   NP            v          NP      V'
   |           /   \        |       |
   |          V    v        |       V
   |          |    |        |       |
Die Frau  sieht[i] 0     den Mann   t[i]
[Nom]              [Nom] [Akk]      [Akk]
```

Die Kasus-Merkmale beider NPs können jeweils getilgt werden; die Objekts-NP (den Mann) befindet sich in einer Spezifizierer-Kopf-Relation mit dem lexikalischen Verb (sieht), die Subjekts-NP befindet sich in einer Spezifizierer-Kopf-Relation mit einem phonetisch leeren, affixalen leichten Verb (0) mit agentivischer Lesart, an das das lexikalische Verb adjungiert wird. Die Annahme der Existenz leichter Verben ist unabhängig durch dreistellige Prädikate motiviert (Peter gab Lisa das Buch), insbesondere solcher mit alternierender ergativischer / kausativer Struktur (The ball rolled down the hill / They rolled the ball down the hill). Tatsächlich werden teilweise noch eine ganze Reihe weiterer funktionaler Projektionen angenommen (AgrO, AgrS, AgrIO, T etc.), wobei über dieses Thema innerhalb der wissenschaftlichen Gemeinschaft gegenwärtig rege diskutiert wird. Die Überprüfung starker grammatischer Merkmale ist der primäre Grund für overte syntaktische Bewegung.